# Die Liebenden von Pont-Neuf
Die Liebenden von Pont-Neuf (Originaltitel: Les Amants du Pont-Neuf) ist ein Spielfilm des französischen Regisseurs Leos Carax aus dem Jahr 1991. Das Drama, für das Carax auch das Drehbuch schrieb, erzählt von einem jungen Clochard (gespielt von Denis Lavant), der auf einer Pariser Brücke, dem Pont Neuf, lebt. Dort verliebt er sich in eine erblindende Malerin (Juliette Binoche), die sich aus ihrer bürgerlichen Welt in die Obdachlosigkeit geflüchtet hat.

## Handlung

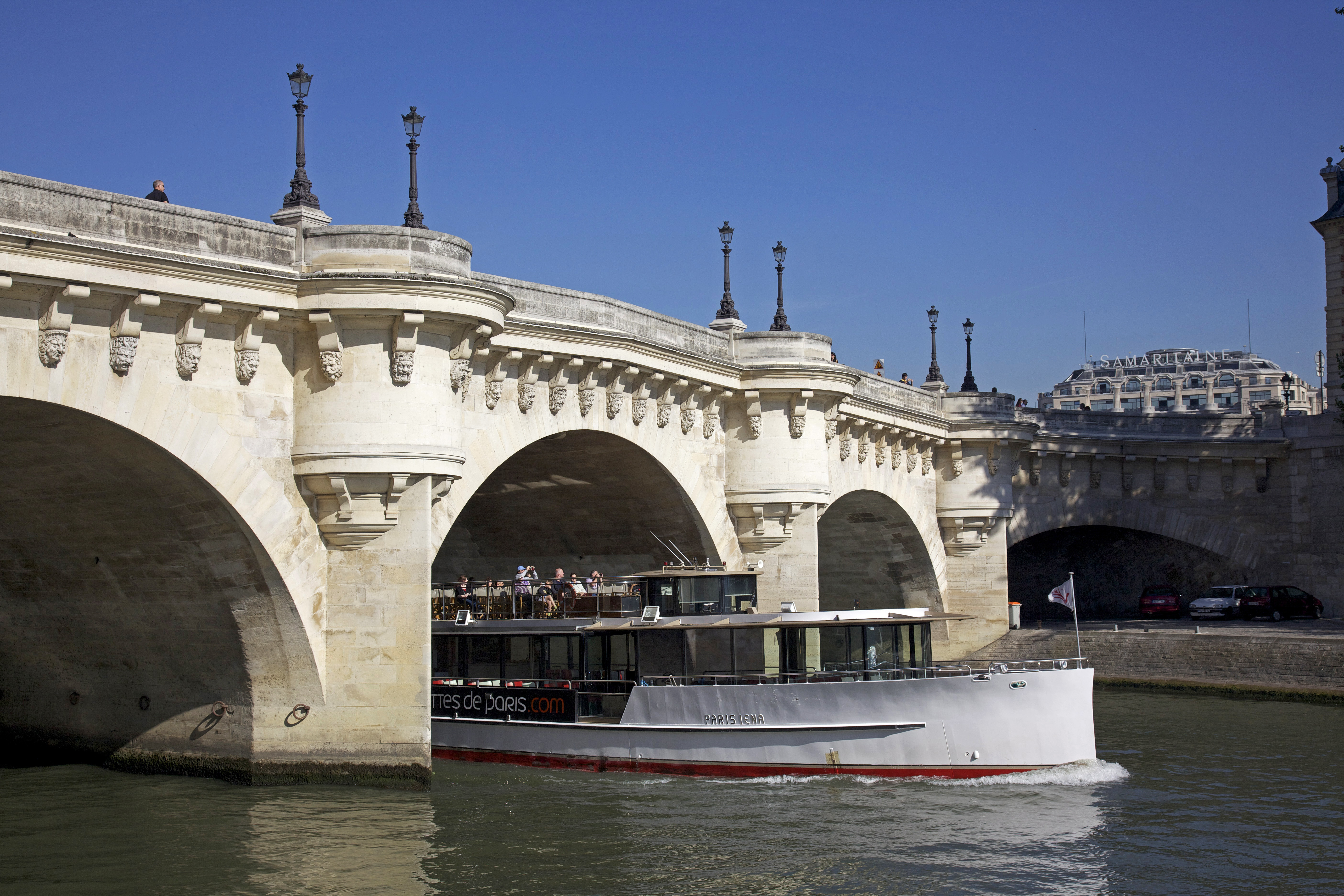
Die titelgebende Brücke, die Pont Neuf, mit dem Kaufhaus La Samaritaine im Hintergrund, das ebenfalls im Film zu sehen ist

Der junge Clochard und Feuerspucker Alex taumelt durch das nächtliche Paris, wo er auf der Straße zusammenbricht. Dabei wird sein Fuß von einem vorbeirasenden Auto überrollt. Kurze Zeit später wird er bewusstlos in einen Bus der öffentlichen Fürsorge geladen und ins Asyl nach Nanterre gebracht. Nachdem seine Verletzung versorgt worden ist, kehrt der verschlossene Alex mit einem Gipsbein versehen zum Pont Neuf zurück. Auf der wegen Renovierungsarbeiten gesperrten Brücke lebt er gemeinsam mit Hans. Der ältere Obdachlose, der seiner mittlerweile verstorbenen Frau auf die Straße folgte, versorgt Alex regelmäßig mit Hypnotika, da er unter Schlaflosigkeit leidet.
Auf dem Pont Neuf trifft Alex auch auf Michèle. Die langsam erblindende Malerin mit Augenklappe hat seinen Autounfall beobachtet und sein Gesicht aus dem Gedächtnis nachgemalt. Als sie ein zeichnerisches Porträt von Alex im Tausch für das Bild anfertigen will, erleidet sie einen Ohnmachtsanfall. Alex kümmert sich um Michèle und setzt sich für sie bei Hans ein, der das Mädchen fortjagen möchte. Alex findet heraus, dass Michèle ihre bürgerliche Existenz freiwillig aufgegeben hat und unglücklich in den Cellisten Julien verliebt war. Michèle fantasiert von dessen Ermordung mit der Waffe ihres Vaters, die sie bei sich führt.
Am Tag der 200-Jahr-Feiern zur Französischen Revolution betrinken sich Alex und Michèle und vergnügen sich, indem sie unter anderem ein Motorboot stehlen und auf der Seine Wasserski fahren. Beide erkunden in der Folge gemeinsam das nächtliche Paris und kommen einander näher. Michèle stiehlt einige Schlafmittel-Ampullen aus Hans’ Vorrat und verspricht, Alex das Schlafen beizubringen. Beide wenden das Mittel bei Passanten an, um diese zu bestehlen. Von dem erbeuteten Geld reisen Alex und Michèle ans Meer, wo sie das erste Mal miteinander intim werden. Michèles Versuch, Alex’ Schlaflosigkeit mit Hilfe von Tabletten zu kurieren, schlägt jedoch fehl.

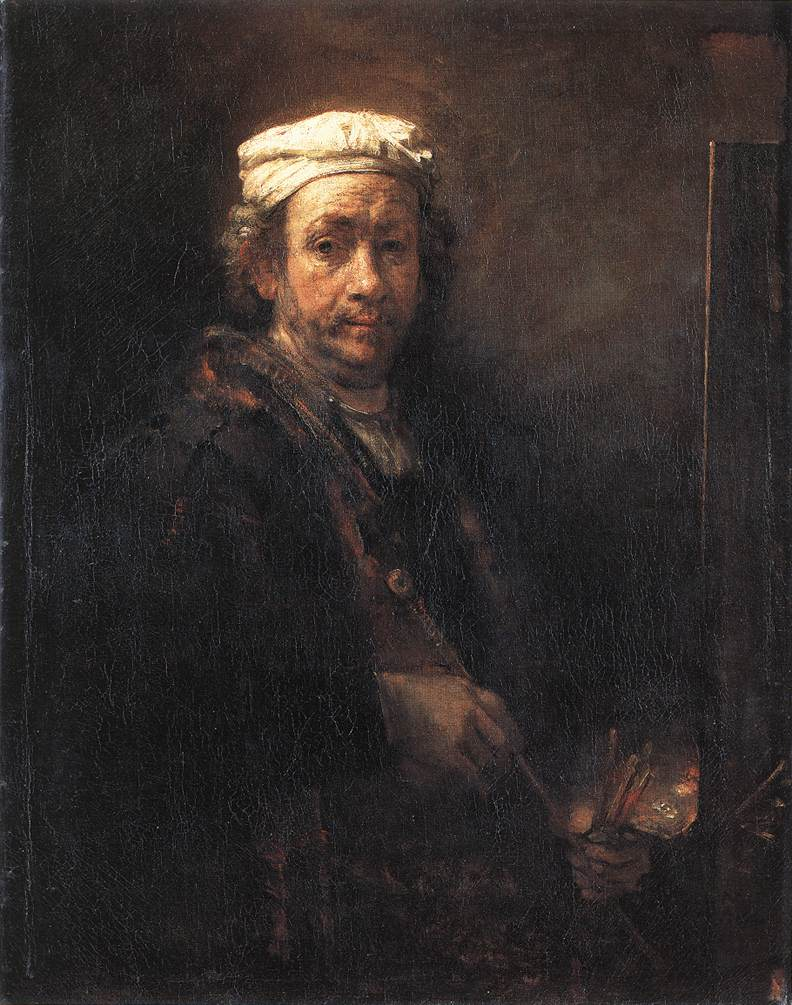
Rembrandt, Portrait de l'artiste au chevalet, 1660

Als sie zur Brücke zurückgekehrt sind, beginnt sich Michèles Augenkrankheit zu verschlimmern. Hans, ehemals Chefnachtwächter im Pariser Louvre, gewährt ihr des Nachts einen Blick auf ein von ihr geliebtes Selbstporträt Rembrandts, das sie aufgrund einer installierten Neonröhre tagsüber nicht mehr wahrnehmen kann. Seine Avancen wehrt sie jedoch ab, woraufhin er wenig später vergeblich den Tod in der Seine sucht. Alex reagiert mit körperlicher Gewalt auf Michèles nächtliches Fortbleiben – sowohl gegen sich selbst als auch seine Freundin. Beide vertragen sich aber wieder, und Michèle beginnt ihre baldige Erblindung mit Alex an ihrer Seite zu akzeptieren.
Als Michèle über eine Plakat-Aktion in der Métro gesucht wird, weil es möglich ist, ihr Augenlicht mit einer neuartigen Operation eventuell zu retten, setzt Alex die Plakate in Brand. Dabei kommt ein Plakatkleber ums Leben. Michèle erfährt von der Chance auf Heilung durch das Radio. Sie verabreicht Alex heimlich Schlafmittel und verlässt ihn mit der in die Brückenmauer eingeritzten Nachricht „Ich habe dich nicht wirklich geliebt. Vergiss mich!“
Allein gelassen schießt sich Alex mit Michèles Pistole in die Hand. Später wird er von der Polizei auf der Brücke aufgegriffen und wegen fahrlässiger Tötung an dem Plakatkleber zu drei Jahren Haft verurteilt. Zwei Jahre später besucht ihn die von ihrer Augenkrankheit geheilte Michèle im Gefängnis, da sie Alex nicht vergessen kann. Sie ist in ihr bürgerliches Leben zurückgekehrt und lebt mit einem Augenarzt zusammen.
Nach Alex’ Entlassung aus dem Gefängnis verabreden sich beide in einer Winternacht an dem renovierten und wieder für den Verkehr freigegebenen Pont Neuf. Dort feiern sie ihr Wiedersehen und Michèle stellt Alex’ Porträt fertig. Als sie Alex aber Stunden später verlassen will und „nach Hause“ muss, will dieser sie nicht gehen lassen und stürzt sich mit ihr von der Brücke in die Seine. Alex und Michèle tauchen aus den Fluten empor und werden von einem alten Schifferpaar aufgenommen, das sich mit seinem Lastkahn auf einer letzten Fahrt nach Le Havre befindet. Alex und Michèle beschließen, die beiden zu begleiten, und feiern ihre Liebe am Bug des Schiffes.

## Kritiken
Das Lexikon des internationalen Films urteilte, dass der Film „in ausufernden Bildeinfällen und -kompositionen […] ein "ernstes Spiel" um Liebe, Leidenschaft, körperliche und seelische Zerstörungen“ entwickle. Es handle sich um „einen faszinierenden Bilderbogen voller Impulsivität, pendelnd zwischen naturalistischer Beschreibung und märchenhafter Übersteigerung“.

## Auszeichnungen
Hauptdarstellerin Juliette Binoche und Szenenbildner Michel Vandestien wurden 1992 für den französischen César nominiert. Im selben Jahr erhielt Die Liebenden von Pont-Neuf fünf Nominierungen für den Europäischen Filmpreis (Bester Film, Bester Darsteller, Beste Darstellerin, Kamera und Schnitt) – Juliette Binoche, Kameramann Jean-Yves Escoffier und Filmeditorin Nelly Quettier wurden ausgezeichnet.
1993 wurde Carax’ Regiearbeit für den britischen BAFTA Award als bester nicht-englischsprachiger Film nominiert, hatte aber gegenüber dem chinesischen Drama Rote Laterne von Zhang Yimou das Nachsehen. Ein Jahr später gewann Juliette Binoche für ihre Rollen in Die Liebenden von Pont-Neuf, Verhängnis (1992) und Drei Farben: Blau (1993) den spanischen Filmpreis Sant Jordi für die beste ausländische Darstellerin.
Nachdem der Film erst 1999 einen Verleih in den USA gefunden hatte, nominierte ihn die Chicago Film Critics Association im Jahr 2000 in der Kategorie Bester fremdsprachiger Film, vergab die Auszeichnung aber an den späteren Oscar-Gewinner Alles über meine Mutter aus Spanien.